# Victoria Jiménez Kasintseva
Victoria Jiménez Kasintseva (Andorra la Vella, 9 augustus 2005) is een tennisspeelster uit Andorra.

## Loopbaan
Jiménez begon op vijfjarige leeftijd met het spelen van tennis. Zij begon met tennis toen zij in Kentucky in de Verenigde Staten woonde, van haar vierde tot haar achtste levensjaar. Haar vader Joan Jiménez Guerra, die zelf professioneel tennisspeler was, coachte daar een tennisclub. Sinds 2018 traint zij afwisselend in Andorra en Sitges bij Barcelona.
In 2018 won zij het U13-toernooi van Roland Garros.
In 2019 verkreeg zij een ITF-junioren-ranking, en won vanaf april 2019 zes juniorentitels in het enkelspel, waarvan vijf op gravel. Zij beëindigde dit jaar met een ITF-junioren-ranking van 25.
In 2020 won zij op veertienjarige leeftijd de meisjesfinale van het Australian Open, door de zeventienjarige Poolse Weronika Baszak te verslaan. Het was de eerste keer dat Kasintseva op een grandslamtoernooi speelde. Zij was tevens de jongste speelster op het toernooi. Op 9 maart werd zij nummer één op de ITF-juniorenranglijst.
In april 2021 speelde Jiménez Kasintseva voor het eerst op een WTA-hoofdtoernooi, op het toernooi van Madrid, waarvoor zij een wildcard had gekregen – zij verloor in de eerste ronde van de Nederlandse Kiki Bertens. In november won zij haar eerste titel, op het ITF-toernooi van Aparecida de Goiânia (Brazilië) – in de finale versloeg zij de Hongaarse Panna Udvardy.
In september 2022 bereikte Jiménez Kasintseva als kwalificante de kwartfinale op het WTA-toernooi van Seoel. In oktober kwam zij binnen op de mondiale top 150 van het enkelspel.

## Posities op deWTA-ranglijst
Positie per einde seizoen:
| jaar | rang enkelspel | rang dubbelspel |
| ---- | -------------- | --------------- |
| 2020 | –              | 1461            |
| 2021 | 373            | 737             |

## Palmares
| Legenda                 |
| ----------------------- |
| Grandslamtoernooi       |
| Olympische Spelen       |
| Year-End Championships  |
| Premier Mandatory       |
| Premier Five / WTA 1000 |
| Premier / WTA 500       |
| International / WTA 250 |
| Challenger / WTA 125    |

### WTA-finaleplaatsen enkelspel
| nr.              | finale     | toernooi     | ondergrond | tegenstandster | score    |         |
| ---------------- | ---------- | ------------ | ---------- | -------------- | -------- | ------- |
| gewonnen finales |            |              |            |                |          |         |
| geen             |            |              |            |                |          |         |
| verloren finales |            |              |            |                |          |         |
| 1.               | 2025-03-30 | WTA Antalya  | gravel     | Olga Danilović | 2-6, 3-6 | details |
| 2.               | 2025-06-08 | WTA Makarska | gravel     | Sára Bejlek    | 0-6, 1-6 | details |